# 早期智人
早期智人也称古老人类（英語：archaic human）是一個廣泛的類別，指解剖学意义上的现代智人（被稱為晚期智人）以外的全部人屬物種。一些早期智人的例子包括前人、羅德西亞人、海德堡人、尼安德特人、丹尼索瓦人等。
傳統上，中更新世（中期人屬物種，英語：middle Homo）之後出現的人族物種屬智人。這整個群體被稱為晚期人屬物種（英語：late Homo），它又被分為三個時段群體：早期古人屬物種（或過渡類型）、晚期古人屬物種（包含尼安德特人）和解剖學上的現代智人（參看早期現代人）。
早期智人與現代人類的解剖學特徵不同，其頭骨較厚，眶上脊（眉脊）突出，下頷不突出。
解剖學上的現代人類大約在30萬年前出現在非洲，並在7萬年前逐漸取代先前出現的有關物種。非現代人屬物種被確認存活到30,000年前，甚至可能直到12,000年前。根據遺傳學研究，現代人類可能與兩個以上的早期智人群體交配，包括尼安德特人和丹尼索瓦人。其他研究對不同物種間的交配是否為古代人類和現代人類之間共享遺傳標記的來源提出質疑，指出這些特徵的祖先起源於500,000年前至800,000年前。2023年8月，有科學報告指出一種未知的早期智人，可能生活在30萬年前的中國大陸。

## 人种
早期智人有尼安德塔人、丹尼索瓦人、海德堡人等，中国境内发现的大荔人、金牛山人、马坝人亦是早期智人的代表。

### 马坝人
马坝人是广东韶关市马坝镇西南三公里的狮子山石灰岩溶洞内旧石器时代中期的人类化石，属早期智人。